# Cahenia mima
Cahenia mima là một loài ruồi trong họ Tachinidae.